# 普拉姆特里 (北卡羅萊納州)
普拉姆特里（英語：Plumtree）是位於美國北卡羅萊納州埃弗里縣的非建制地區。

## 歷史
普拉姆特里的郵局自1874年營運至今。

## 地理
普拉姆特里所處的海拔為高於海平面874米（即2867英呎），而該地所採用的時區為UTC-5，即北美东部时区（EST）。同時該地設有夏令時間，為UTC-5調快一小時，即UTC-4（EDT）。